# Johannes Gebhardt
Johannes Gebhardt (* 1969 in Halle (Saale)) ist ein deutscher Organist, Pianist, Cembalist und Komponist.

## Studium
Sein Studium der Kirchenmusik absolvierte er zwischen 1986 und 1993 an der Hochschule für Musik und Theater „Felix Mendelssohn Bartholdy“ zu Leipzig, u. a. bei Hannes Kästner (Orgel). 1991 schloss er das A-Examen im Fach Kirchenmusik und 1993 sein Konzertexamen im Fach Orgel ab.

## Wettbewerbe
Weiterhin nahm er an verschiedenen Wettbewerben teil; darunter folgende:
X. Internationaler Bachwettbewerb 1996 in Leipzig (Förderpreis);
21. Improvisationswettbewerb 1989 in Weimar (Sonderpreis);
Jazz und Churchorgan-Wettbewerb 2001 in Hannover (Sonderpreis)

## Anstellungen
Seine Tätigkeit als Kantor begann er 1994 an der Gedächtniskirche zu Leipzig-Schönefeld und beendete diese im Jahr 2002. Parallel dazu unterrichtete er an der Hochschule für Musik und Theater „Felix Mendelssohn Bartholdy“ Leipzig sowie an der Hochschule für Kirchenmusik zu Dresden. Seit 2002 ist er Dozent für Orgelliteratur- und liturgisches Orgelspiel am Institut für Kirchenmusik der Universität Greifswald.

## Konzerte
Johannes Gebhardt ist als gefragter, international tätiger Konzertorganist bekannt. Besonders hervorzuheben sind:
- Improvisationskonzerte (Stummfilm und Orgel);
- Intuitive und freie Musik mit seinem Improvisationsensemble „Trio Novum“;
- Orgel – Jazz – Konzerte mit dem „David - Timm Sextett“;
- Konzerte für Trompete und Orgel „Back to Bach“ mit Daniel Schmahl;
- Mitwirkung bei Konzerten, CD- und Rundfunkproduktionen mit verschiedenen Ensembles (Capella fidicinia, Leipziger Barockorchester, Trompetenensemble J. Hartmann), mit MDR-Sinfonieorchester, Gewandhausorchester Leipzig und Philharmonisches Staatsorchester Halle (Zusammenarbeit mit Kim Kashkashian, Herbert Blomstedt, Sir Neville Marriner)